# Knížectví Islandie
Knížectví Islandie (anglicky Principality of Islandia) je neuznaný mikronárod, který si jako své území nárokuje (v současnosti neobydlený) ostrov Coffee Caye v Karibském moři u pobřeží Belize. Projekt, který byl zahájen v roce 2018, je prvním pokusem o vytvoření mikronároda, který je financován hromadně.

## Historie
Za projektem stojí dva přátelé, Gareth Johnson a Marshall Mayer, kteří v roce 2018 založili společnost Let’s Buy an Island. Pomocí veřejné sbírky začali sbírat finance a do prosince 2019 vybrali přes 250 tisíc dolarů, za které zakoupili ostrůvek Coffee Caye o rozloze asi 4850 metrů čtverečních. Podle Johnsona je založení mikronárodu jistým aktem eskapismu a experimentování, pro Mayera jde zase o marketingový nástroj.

## Současnost
Začátkem roku 2022 začali oba muži na ostrůvek pořádat prohlídky pro další investory a první turisty. Prozatím prodali více než stovku podílů, které zakoupili investoři pocházející z 25 různých zemí. V současnosti si ostrov, který je stabilizovaný mangrovovými porosty a obklopený korálovými útesy, lze pronajmout pro kempování. V budoucnu by se měl stát turistickým lákadlem, měl by zde být provozován hotel a bary či lekce potápění. Na webových stránkách je možné za malý poplatek (20$) zakoupit občanství. Belizská vláda ovšem tuto myšlenku neschvaluje, premiér Briceño před novináři označil zakladatele za hlupáky, kterým nedovolí, aby měl svou zemi uvnitř suverénní země.